# 西山静佳
西山 静佳（にしやま しずか、1992年7月9日 - ）は大阪府大阪狭山市出身の囲碁棋士。関西棋院所属、横田茂昭門下。将棋女流棋士の西山朋佳は実妹。血液型はB型。

## 経歴
母親がピアノ講師で自らもピアノ講師になろうと考え練習に励んでいたが、小学校4年生の時事故で手の指を骨折し断念。小学校5年生の時母親が購入した漫画『ヒカルの碁』を読んだ事をきっかけに囲碁を始める。日本棋院関西総本部の入門教室、関西棋院囲碁学園（現子ども囲碁道場）を経て囲碁学園時代の恩師であった横田茂昭に弟子入り、中学校2年生の時関西棋院の院生となったが、母親への反発から囲碁の勉強をさぼるようになり、院生としても8級から昇級できない日々が続いた。
17歳の時に院生を辞退し一旦関西棋院から離れた後、2011年から2013年にかけて日本棋院の女流棋士採用試験を受験。2012年と2013年は予選を突破し本戦に進出したが合格する事ができなかった。
3度目の採用試験終了後の2013年夏、「現実の厳しさ」に打ちひしがれていた西山のもとに関西棋院の女子院生年齢制限緩和の一報が届き、これを機に再度院生として戻ることとなった。院生に戻って約1年余経った2014年12月1日、22歳で初段入段を果たした。
入段以降女流本因坊戦は4期連続、女流立葵杯は1期（第4回）、扇興杯では2期（第1回、第2回）本戦出場を果たしており、うち第35期女流本因坊戦、第4回女流立葵杯ではベスト4を経験している。
2022年2月3日、勝星対象棋戦通算30勝により二段に昇段を決めた。

## 人物・棋風
子ども時代父親から将棋を教わっていたが玉将の詰ませ方が分からず挫折したと語る。父親との対局を横で見ていた妹の朋佳の方が将棋に夢中になり、後にプロ棋士を志して奨励会へ入会した。「姉妹でタイトルを獲る」事を目標としているが、妹の朋佳が姉の静佳に先んじて女王位を獲得。朋佳は姉に対し「早くして」と言っている事をインタビューで明かしている。
「超攻撃派」と呼ばれる程攻撃的な棋風であるが、攻守のバランスの良さが必要と考え棋風の改造に取り組んでいるという。

## 成績
予選開始年を基準とする。
七大タイトル
| 棋戦     | 2015 | 2016 | 2017     | 2018     | 2019     |
| -------- | ---- | ---- | -------- | -------- | -------- |
| 棋聖戦   | -    | -    | 予選敗退 | 予選敗退 | 予選敗退 |
| 名人戦   | -    | -    | -        | -        | -        |
| 本因坊戦 | -    | -    | -        | -        | -        |
| 王座戦   | -    | -    | -        | -        | -        |
| 天元戦   | -    | -    | -        | -        | -        |
| 碁聖戦   | -    | -    | -        | -        | -        |
| 十段戦   | -    | -    | -        | -        | -        |
| 十段戦   | -    | -    | -        | -        | -        |

その他の一般棋戦
| 棋戦         | 2015     | 2016     | 2017     | 2018             | 2019             |
| ------------ | -------- | -------- | -------- | ---------------- | ---------------- |
| 山陽杯       | -        | -        | -        | -                | 予選敗退         |
| 阿含・桐山杯 | -        | -        | -        | -                | -                |
| 新人王戦     | -        | -        | -        | （出場資格喪失） | （出場資格喪失） |
| 竜星戦       | -        | -        | -        | -                | -                |
| 若鯉戦       | 予選敗退 | 予選敗退 | 予選敗退 | 予選敗退         |                  |

女流棋戦
| 棋戦         | 2015       | 2016     | 2017     | 2018     | 2019         |
| ------------ | ---------- | -------- | -------- | -------- | ------------ |
| 女流本因坊戦 | ベスト4    | ベスト16 | ベスト16 | ベスト8  |              |
| 女流立葵杯   | 予選敗退   | ベスト4  | 予選敗退 | 予選敗退 |              |
| 女流名人戦   | （入段前） | 予選敗退 | 予選敗退 | 予選敗退 | （棋戦休止） |
| 女流棋聖戦   | 予選敗退   | 予選敗退 | 予選敗退 | 予選敗退 |              |
| 扇興杯       |            | ベスト16 | ベスト8  | 予選敗退 | 予選敗退     |